# Comuna Semenivka, Barîșivka
Semenivka (în ucraineană Семенівка) este o comună în raionul Barîșivka, regiunea Kiev, Ucraina, formată din satele Leleakî și Semenivka (reședința).

## Demografie
Componența lingvistică a comunei Semenivka
     Ucraineană (96,97%)
     Rusă (1,82%)
     Alte limbi (0,28%)
Conform recensământului din 2001, majoritatea populației comunei Semenivka era vorbitoare de ucraineană (96,97%), existând în minoritate și vorbitori de rusă (1,82%).